# クリスティアン (シュレースヴィヒ＝ホルシュタイン＝ゾンダーブルク＝エーレ公)
クリスチャンまたはクリスティアン（デンマーク語:Christian af Slesvig-Holsten-Sønderborg-Ærø；ドイツ語:Christian von Schleswig-Holstein-Sonderburg-Ærø, 1570年11月26日 - 1633年6月14日）は、シュレースヴィヒ＝ホルシュタイン＝ゾンダーブルク＝エーレ公。エーロ（エーレ）島の支配者。

## 生涯
クリスティアンはシュレースヴィヒ＝ホルシュタイン＝ゾンダーブルク公ハンスとその最初の妃であるブラウンシュヴァイク＝グルベンハーゲン公エルンスト3世の娘エリーザベトの長男で、1622年に父が死ぬとその遺領の一部であるエーロ島を相続した。父はエーロ島内の3つの荘園、グラーステン（Graasten）、セビュアー（Søbygaard）、グスアヴェ（Gudsgave）を統合しており、クリスティアンの居所はグラーステンにあった。クリスティアンは1624年に教会から土地を買い取り、荘園を開いた。クリスティアンはまたストラスブール司教の地位を得ようとしたが、実現しなかった。
クリスティアンはカタリーナ・グリーベル（1570年 - 1640年）と貴賤結婚し、間にゾフィー（1600年 - ?）という娘をもうけた。クリスティアンは後に、妻にエーロスケービンとデイロ島に建てられた二つの大邸宅を与え、また免税特権も授けている。カタリーナは夫が死ぬと領地管理人のペザー・ピレアーと再婚した。クリスティアンの領地は4人の弟たちが相続したが、島が多くの小さな地域に分割されたため、税務管理が複雑になり、闇市が盛んになった。